# سانت‌آنجلو ا فاسانلا
سانت‌آنجلو ا فاسانلا (به ایتالیایی: Sant'Angelo a Fasanella) یک کومونه در ایتالیا است که در استان سالرنو واقع شده‌است. سانت‌آنجلو ا فاسانلا ۳۲ کیلومتر مربع مساحت و ۷۳۰ نفر جمعیت دارد و ۵۱۵ متر بالاتر از سطح دریا واقع شده‌است.